# .gg
.gg és el domini de primer nivell territorial (ccTLD) de Guernsey. És administrat per Island Networks.
Des de l'any 2000 .gg admet els següents dominis de segon nivell:
- .co.gg - per dominis comercials.
- .net.gg - per dominis de proveïdors d'Internet i comercials.
- .org.gg - organitzacions locals.